# 內土站
內土站（朝鲜语：내토역；）曾为朝鲜铁路內土線上的一个车站，位于黄海南道载宁郡，启用及废止时间不明。